# Союз ТМ-17
Союз ТМ-17 е пилотиран космически кораб от серията „Союз ТМ“ към станцията „Мир“ и 93-ти полет по програма „Союз“.

## Екипаж

### При старта

#### Основен
- Василий Циблиев(1) – командир
- Александър Серебров(4) – бординженер
- Жан-Пиер Еньоре(1) – космонавт-изследовател

#### Дублиращ
- Виктор Афанасиев – командир
- Юрий Усачев – бординженер
- Клоди Еньоре – космонавт-изследовател

### При кацането
- Генадий Манаков – командир
- Александър Полещук – бординженер

## Параметри на мисията
- Маса: 7150 кг
- Перигей: 388 км
- Апогей: 397 км
- Наклон на орбитата: 51,6°
- Период: 92,4 мин

## Описание на полета
„Союз ТМ-17“ доставя в орбита 14-а дълговременна експедиция на станцията „Мир“, заедно с френския космонавт Жан-Пиер Еньоре. Съвместният полет с тринадесета експедиция (Г. Манаков и А. Полещук) продължава около 20 денонощия. През тях основно се изпълнява френската програма „Altair“. Самата тя е изтеглена с една година по-рано по искане на руската страна.
За първи път голяма част от научните данни бяха предавани чрез комуникационния спътник Лъч директно на френския контролен център в Тулуза. Там е имало експерти, които могат директно да влияят върху провеждането на експериментите. Самите експерименти са в областта на медицината, биологията, астрофизиката, изследването на материали и технологии. Необходимото оборудване вече е било доствено до станцията няколко седмици преди старта на „Союз TM-17“ с товарния кораб „Прогрес M-18“.
Изследвани са влиянияето на ефекта на безтегловността върху човека. Астрофизичните изследвания са фокусирани върху ултравиолетовия спектър на някои звезди и създаването на карта на рентгеновите източници. Експериментите в областта на материалознанието се занимават с проблемите на овлажняване на керамични тела чрез разтапяне на сплавите и изследване на тяхното втвърдяване. Освен това се произвеждат различни полупроводникови кристали. В областта на физиката се изследва предаването на силата при удар на топка върху плоска повърхност (при различни повърхности, различна еластичност и температура).
На 22 юли екипажът на тринадесета основна експедиция на станцията „Мир“, заедно с френския космонавт Ж. Еньоре успешно се приземяват в района на град Караганда в Казахстан със Союз ТМ-16).
14-а основен екипаж продължава изследователската и работната си програма. Още на 24 юли възвръщаемата капсула на „Прогрес М-17“ е натоварена с резултати от изследванията и е изпратена към Земята. Извършват се научни експерименти в областта на биомедицината, астрофизиката, проучването на земните материи и изследвания на материали. Произведени са полупроводникови кристали с най-голяма чистота от галиев арсенид в модула Кристал. Също така са произведени чисти полупроводници по поръчка на американската компания Boeing. Оборудването за този експеримент е доставено през октомври на борда на кораба „Прогрес М-20“, готовите кристали са доставни на Земята по-късно с връщащата се капсула на „Прогрес М-20“.
На 16 и 20 септември са направени две излизания в открития космос за монтаж на мачта към модула Квант. На 28 септември се прави заснемане на външната повърхност на станцията. По-специално да се видят последиците от Персеидите. На 22 октомври космонавтите подменят материални проби, разположени на външната повърхност на станцията.

### Космически разходки
| № | Участници                           | Начало                      | Край                        | Продължителност    |
| - | ----------------------------------- | --------------------------- | --------------------------- | ------------------ |
| 1 | Александър Серебров Василий Циблиев | 16 септември 1993 05:58 UTC | 16 септември 1993 16:09 UTC | 4 часа и 18 минути |
| 2 | Александър Серебров Василий Циблиев | 20 септември 1993 03:52 UTC | 20 септември 1993 07:05 UTC | 3 часа и 13 минути |
| 3 | Александър Серебров Василий Циблиев | 28 септември 1993 00:57 UTC | 28 септември 1993 02:46 UTC | 1 час и 57 минути  |
| 4 | Александър Серебров Василий Циблиев | 20 октомври 1993 15:47 UTC  | 20 октомври 1993 16:25 UTC  | 0 часа и 38 минути |
| 5 | Александър Серебров Василий Циблиев | 29 октомври 1993 13:38 UTC  | 29 октомври 1993 17:50 UTC  | 4 часа и 12 минути |

След завършване на програмата при разкачването на „Союз ТМ-17“ от орбиталния комплекс е получена задача за оглед на скачващия възел на модула Кристал. При подхода на кораба към модула става съприкосновение между двата обекта без фатални последици. След около шестмесечен космически полет В. Циблиев и А. Серебров се приземяват успешно на 14 януари в казахстанската степ.